# Nidzica (gromada)
Nidzica (do 31 XII 1959 Magdaleniec) – dawna gromada, czyli najmniejsza jednostka podziału terytorialnego Polskiej Rzeczypospolitej Ludowej w latach 1954–1972.
Gromady, z gromadzkimi radami narodowymi (GRN) jako organami władzy najniższego stopnia na wsi, funkcjonowały od reformy reorganizującej administrację wiejską przeprowadzonej jesienią 1954 do momentu ich zniesienia z dniem 1 stycznia 1973, tym samym wypierając organizację gminną w latach 1954–1972.
Gromadę Nidzica z siedzibą GRN w mieście Nidzicy (nie wchodzącym w jej skład) utworzono 1 stycznia 1960 w powiecie nidzickim w woj. olsztyńskim w związku z przeniesieniem siedziby GRN gromady Magdaleniec z Magdaleńca do Nidzicy i zmianą nazwy jednostki na gromada Nidzica; równocześnie do nowo utworzonej gromady Nidzica włączono wieś Szerokopaś ze zniesionej gromady Łysakowo w tymże powiecie.
31 grudnia 1961 do gromady Nidzica włączono PGR Załuski z gromady Szkotowo, wsie Waszulki i Bartoszki z gromady Napiwoda, wsie Kanigowo i Siemiątki oraz PGR Zagrzewo ze zniesionej gromady Kanigowo, a także wsie Pielgrzymowo, Zaborowo i Zalesie oraz PGR Cebulki ze zniesionej gromady Pielgrzymowo – w tymże powiecie.
22 grudnia 1971 do gromady Nidzica włączono sołectwo Módłki ze zniesionej gromady Jagarzewo w tymże powiecie.
1 stycznia 1972 do gromady Nidzica włączono tereny o powierzchni 1.069,62 ha z miasta Nidzica w tymże powiecie; z gromady Nidzica wyłączono natomiast części obszarów PGR Nidzica (65,82 ha), nadleśnictwa Nidzica (5,58 ha) i wsi Piątki (36,66 ha), włączając je do Nidzicy.
Gromada przetrwała do końca 1972 roku, czyli do kolejnej reformy gminnej. 1 stycznia 1973 w powiecie nidzickim utworzono gminę Nidzica.